# Bendet
Bendet is een bestuurslaag in het regentschap Jombang van de provincie Oost-Java, Indonesië. Bendet telt 2411 inwoners (volkstelling 2010).